# National League North
De National League North, om sponsorredenen Vanarama National League North genoemd, is een van de twee tweede divisies van de National League in Engeland. Samen met de National League South vormt deze divisie het tweede niveau van het National League System, dat overeenkomt met het zesde niveau van de Engelse voetbalpiramide.
De National League North werd in 2004 ingevoerd als onderdeel van grote hervormingen binnen het Engelse voetbal. De kampioen promoveert rechtstreeks naar de National League, en de nummers twee tot en met zeven spelen play-offs voor de tweede promotieplaats. De vier laagst geklasseerde clubs degraderen naar de Northern Premier Football League Premier Division of de Southern Football League Premier Division, afhankelijk van de geografische ligging van de betreffende clubs.

## Overzicht van clubs
In het seizoen 2024/25 maken de volgende clubs deel uit van de National League North:
| Club                   | Stadion               | Capaciteit | Resultaat vorig seizoen                                        |
| ---------------------- | --------------------- | ---------- | -------------------------------------------------------------- |
| Alfreton Town          | North Street          | 3.600      | 5e plaats                                                      |
| Brackley Town          | St. James Park        | 3.500      | 3e plaats                                                      |
| Buxton                 | The Silverlands       | 5.200      | 14e plaats                                                     |
| Chester                | Deva Stadium          | 6.500      | 10e plaats                                                     |
| Chorley                | Victory Park          | 4.100      | 4e plaats                                                      |
| Curzon Ashton          | Tameside Stadium      | 4.000      | 7e plaats                                                      |
| Darlington             | Blackwell Meadows     | 3.300      | 16e plaats                                                     |
| Farsley Celtic         | The Citadel           | 3.900      | 20e plaats                                                     |
| Hereford               | Edgar Street          | 5.213      | 11e plaats                                                     |
| Kidderminster Harriers | Aggborough            | 6.238      | 22e plaats (gedegradeerd uit National League)                  |
| King's Lynn Town       | The Walks             | 8.200      | 18e plaats                                                     |
| Leamington             | New Windmill Ground   | 3.050      | 3e plaats (winnaar play-offs Southern Premier Central)         |
| Marine                 | Rossett Park          | 3.185      | 3e plaats (winnaar play-offs Northern Premier Division)        |
| Needham Market         | Bloomfields           | 4.000      | 1e plaats (gepromoveerd uit Southern Premier Division Central) |
| Oxford City            | Court Place Farm      | 2.000      | 24e plaats (gedegradeerd uit National League)                  |
| Peterborough Sports    | Lincoln Road          | 2.300      | 15e plaats                                                     |
| Radcliffe              | Neuven Stadium        | 3.500      | 1e plaats (gepromoveerd uit Northern Premier Division)         |
| Rushall Olympic        | Dales Lane            | 2.000      | 19e plaats                                                     |
| Scarborough Athletic   | Flamingo Land Stadium | 2.833      | 13e plaats                                                     |
| Scunthorpe United      | Glanford Park         | 9.088      | 2e plaats                                                      |
| South Shields          | 1st Cloud Arena       | 3.500      | 8e plaats                                                      |
| Southport              | Haig Avenue           | 6.008      | 17e plaats                                                     |
| Spennymoor Town        | The Brewery Field     | 6.000      | 9e plaats                                                      |
| Warrington Town        | Cantilever Park       | 3.500      | 12e plaats                                                     |

## Voormalig kampioenen
| Seizoen | Kampioen               | Winnaar play-offs      |
| ------- | ---------------------- | ---------------------- |
| 2004/05 | Southport              | Altrincham**           |
| 2005/06 | Northwich Victoria     | Stafford Rangers       |
| 2006/07 | Droylsden              | Farsley Celtic         |
| 2007/08 | Kettering Town         | Barrow                 |
| 2008/09 | Tamworth               | Gateshead              |
| 2009/10 | Southport              | Fleetwood Town         |
| 2010/11 | Alfreton Town          | Telford United         |
| 2011/12 | Hyde                   | Nuneaton Town          |
| 2012/13 | Chester                | Halifax Town           |
| 2013/14 | Telford United         | Altrincham             |
| 2014/15 | Barrow                 | Guiseley               |
| 2015/16 | Solihull Moors         | North Ferriby United   |
| 2016/17 | Fylde                  | Halifax Town           |
| 2017/18 | Salford City           | Harrogate Town         |
| 2018/19 | Stockport County       | Chorley                |
| 2019/20 | King's Lynn Town       | Altrincham             |
| 2020/21 | Competitie geannuleerd | Competitie geannuleerd |
| 2021/22 | Gateshead              | York City              |
| 2022/23 | Fylde                  | Kidderminster Harriers |
| 2023/24 | Tamworth               | Boston United          |

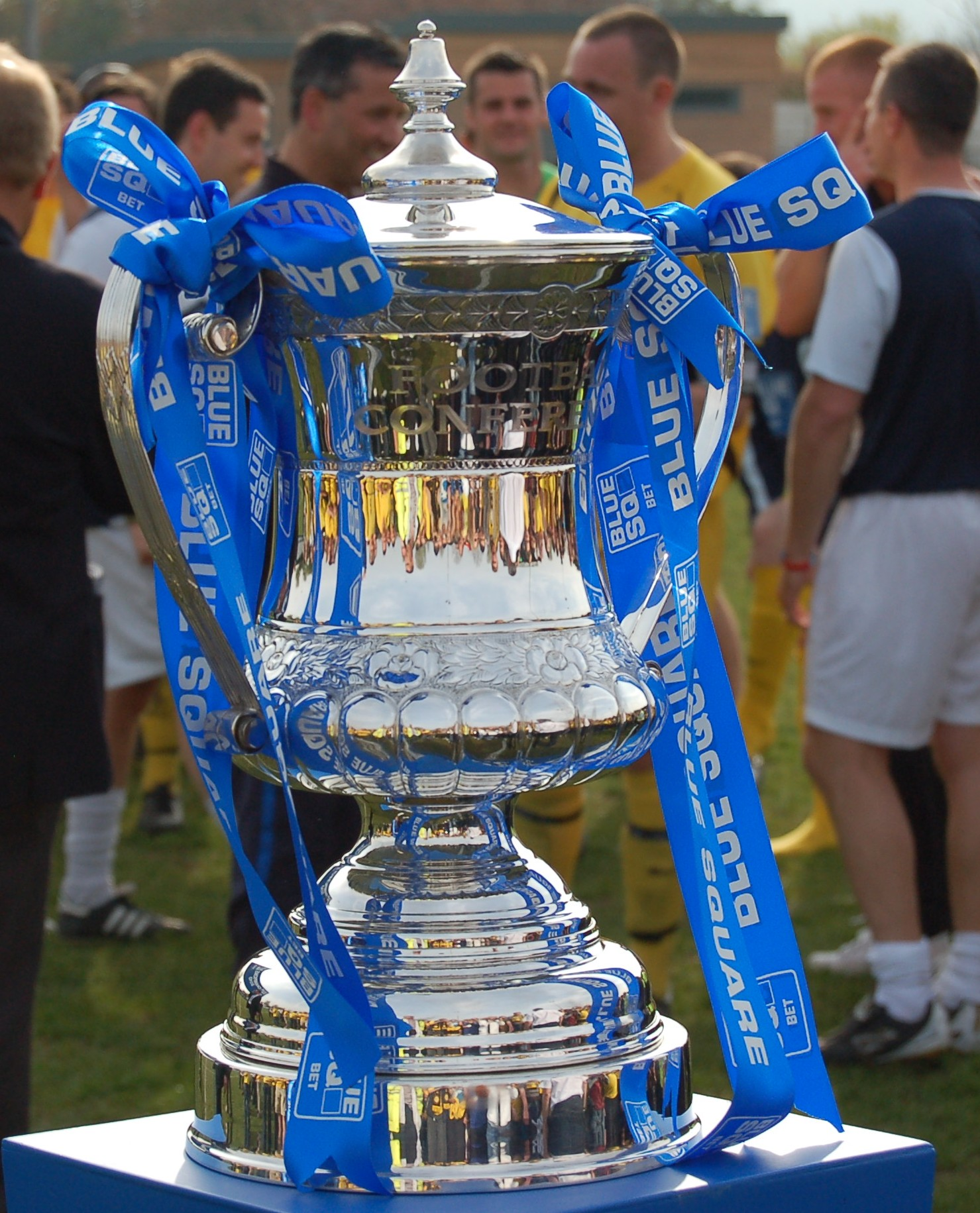
Conference North-trofee

** In het seizoen 2004/05 waren er slechts drie promotieplaatsen naar de Conference National. Om de derde promotieplaats werd een beslissingswedstrijd gespeeld tussen de play-off-winnaars van de Conference North en South. Altrincham uit de Conference North won met 2-1 van Eastbourne Borough uit de Conference South.